# Andrija Hebrang (fils)
Pour les articles homonymes, voir Andrija Hebrang.
Andrija Hebrang, né le 27 janvier 1946 à Belgrade, est un homme politique croate, membre de l'Union démocratique croate (HDZ).

## Biographie

### Famille
Il est le fils homonyme du militant communiste Andrija Hebrang, membre de la direction croate des Partisans durant la Seconde Guerre mondiale et exécuté à la fin des années 1940 à la suite d'une purge interne au Parti communiste de Yougoslavie. Après sa mort, la famille est obligée de changer de nom afin que sa veuve puisse trouver du travail.

### Jeunesse et vie professionnelle
Andrija Hebrang suit des études de médecine à l'université de Zagreb, et se spécialise en radiologie et en oncologie. Il devient en 1985 professeur à la faculté de médecine où il avait suivi ses études.

### Parcours politique
Il est nommé ministre de la Santé le 30 mai 1990, dans le premier gouvernement issu d'élections parlementaires démocratiques et dirigé Stjepan Mesić. Reconduit par les deux successeurs de Mesić, il est relevé de ses fonctions le 12 août 1992 mais se voit rappelé le 12 octobre 1993. Il est promu ministre de la Défense quatre ans et demi plus tard, le 14 mai 1998. Il reste à ce poste tout juste cinq mois.
Le 23 décembre 2003, Andrija Hebrang est choisi par Ivo Sanader comme vice-Premier ministre et ministre de la Santé et du Bien-être social. Il remet sa démission le 17 février 2005 pour raisons de santé. À la suite des élections législatives du 25 novembre 2007, il est élu le 11 janvier 2008 président du groupe de la HDZ au Parlement.

#### Élection présidentielle de 2009-2010
Dans la perspective du premier tour de l'élection présidentielle du 27 décembre 2009, il est investi candidat par l'Union démocratique croate, désormais dirigée par Jadranka Kosor. Au soir du scrutin, il remporte plus de 236 000 voix, soit un recul de 215 300 bulletins par rapport au résultat de Kosor au premier tour du scrutin de 2005. Totalisant 12,02 % des suffrages exprimés, il termine troisième derrière le social-démocrate Ivo Josipović et le social-démocrate dissident Milan Bandić.
À l'instar de Mate Granić, candidat conservateur en scrutin de 2000, il ne parvient pas à accéder au second tour, mais obtient le pire score de l'Union démocratique croate à une élection présidentielle. Face à ce résultat, Sanader annonce son retour à la vie politique mais se trouve mis en minorité par la direction de son parti.
Il ne se représente pas aux élections législatives du 4 décembre 2011 et met ainsi fin à sa vie politique.